# Franz Steger
Franz Steger, auch Franz Steiger († nach 1464) war Propst von Berlin von 1442 bis 1464.

## Leben
Er stammte aus Eger, wie aus seiner Matrikel an der Universität Leipzig vom Jahr 1423 hervorgeht. 1440 überließ ihm der Bischof von Havelberg ein Haus in der Klosterstraße. Seit 1442 wurde Steger als Propst von Berlin genannt, auch in Urkunden des Berliner Unwillens. 1450 stellte Kurfürst Friedrich II. von Brandenburg die Propstei unter seinen Schutz und ernannte Steger zum rector capellae (Vorstand) der neu geweihten Erasmuskapelle. 1464 wurde Steger letztmals als Propst von Berlin erwähnt.